# Kenneth Jonsgården
Kenneth Jonsgården, egentligen Bo Kennet Jonsgården, född 8 mars 1946, död 26 mars 2018 i Hög, Hudiksvalls kommun, var en svensk journalist, som arbetade som frilansande socialdemokratisk ledarskribent på bland annat tidningarna Östra Småland/Nyheterna, Arbetarbladet, Sydöstran, Värmlands Folkblad, Folket, Västerbottens Folkblad och Piteå-Tidningen sedan åtminstone 2002 fram till sin bortgång. Tidigare i sitt liv arbetade han på Rikspolisstyrelsen. 
Fram till 1985 var han redaktionschef och ansvarig utgivare på den socialdemokratiska tidningen Dala-Demokraten.
Han publicerade även ett par böcker om idrott i Uppland, bland annat När idrotten kom till Uppland : 90 år med Upplands idrottsförbund (2002) (ISBN 91-631-3283-4).